# Genêts

Genêts este o comună în departamentul Manche, Franța. În 2009 avea o populație de 427 de locuitori.